# 溫特山
46°35′12″N 8°32′21″E / 46.586724°N 8.539152°E

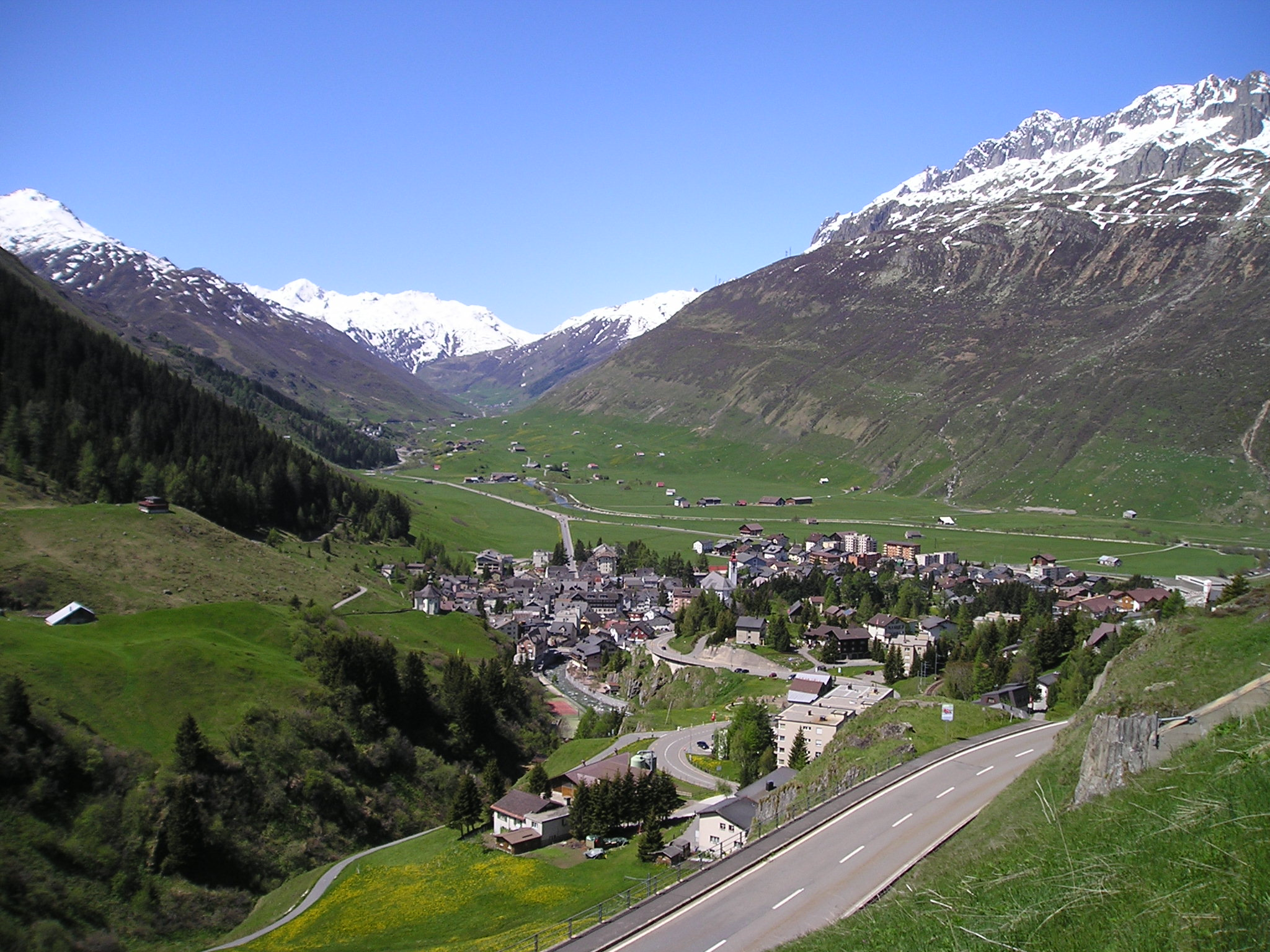

溫特山（德語：Winterhorn），是瑞士的山峰，位於該國中部，由烏里州負責管轄，屬於哥達山的一部分，距離伯爾尼90公里，海拔高度2,661米，每年平均降雨量2,385毫米。